# Actaea acantha
Actaea acantha är en kräftdjursart som först beskrevs av H. Milne Edwards 1834.  Actaea acantha ingår i släktet Actaea och familjen Xanthidae. Inga underarter finns listade i Catalogue of Life.